# رولو (ساسکاچوان)
رولو (به انگلیسی: Rouleau) یک منطقهٔ مسکونی در کانادا است که در ساسکاچوان واقع شده‌است. رولو ۱٫۶۱ کیلومتر مربع مساحت و ۵۴۰ نفر جمعیت دارد و ۵۸۰ متر بالاتر از سطح دریا واقع شده‌است.

## تاریخ
از اوایل اول آوریل ۱۸۹۵، یک دفتر پست در رولو در منطقه موقت آسینیبویا، سرزمین‌های شمال غربی تأسیس شد.
رولو به نام شارل بورمه رولو نامگذاری شد. رولو از سال ۱۸۸۳ تا ۱۸۸۷ که قاضی منطقه شمال آلبرتا شد، در شورای سرزمین‌های شمال غربی در بتلفورد دادرس بود.